# هینریش بورگر
هینریش بورگر (انگلیسی: Heinrich Burger؛ ۳۱ مهٔ ۱۸۸۱ – ۲۷ آوریل ۱۹۴۲) اسکیت‌باز نمایشی اهل آلمان بود.